# Tema Youth Football Club 2012-2013
Questa voce raccoglie le informazioni riguardanti il Tema Youth Football Club nelle competizioni ufficiali della stagione 2012-2013.

## Rosa
| N. |                  | Ruolo | Calciatore                  |
| -- | ---------------- | ----- | --------------------------- |
|    | Ghana (bandiera) | P     | Kofi Mensah                 |
|    | Ghana (bandiera) | D     | Isaac Tetteh                |
|    | Ghana (bandiera) | D     | Samuel Bioh                 |
|    | Ghana (bandiera) | D     | Salifu Tanko Zubeiru        |
|    | Ghana (bandiera) | D     | Joshua Oninku               |
|    | Ghana (bandiera) | D     | Kenneth Owusu               |
|    | Ghana (bandiera) | D     | Joseph Larweh Attamah       |
|    | Ghana (bandiera) | D     | Jeremiah Akorful (capitano) |
|    | Ghana (bandiera) | D     | Stephen Tetteh              |
|    | Ghana (bandiera) | C     | Derrick Mensah              |
|    | Ghana (bandiera) | C     | Francis Dassinor            |

| N. |                  | Ruolo | Calciatore           |
| -- | ---------------- | ----- | -------------------- |
|    | Ghana (bandiera) | C     | William Arhin        |
|    | Ghana (bandiera) | C     | Huzeifah Issah       |
|    | Ghana (bandiera) | C     | Nicholas Odjei       |
|    | Ghana (bandiera) | C     | Moses Odjer          |
|    | Ghana (bandiera) | C     | Joseph Kofi Bartells |
|    | Ghana (bandiera) | C     | Prince Asante        |
|    | Ghana (bandiera) | A     | Hamza Abdulai        |
|    | Ghana (bandiera) | A     | Conney Idan          |
|    | Ghana (bandiera) | A     | Bright Adjei         |
|    | Ghana (bandiera) | A     | Daniel Appiah        |
|    | Ghana (bandiera) | A     | Francis Narh         |
|    | Ghana (bandiera) | A     | Abel Hammond         |